# St. Stefan, Lurnsko polje
St. Stefan je naselje v Občini Lurnsko polje v Okraju Špital ob Dravi  na Koroškem v Avstriji.